# Josep Maria Llovera i Tomàs
Josep Maria Llovera i Tomàs (Castelló d'Empúries, Alt Empordà, 1874 - Barcelona, 1949) fou un eclesiàstic, sociòleg i escriptor català.

## Biografia
Estudià a Girona i a Roma. Fou ordenat sacerdot a Roma i el 1919 va ser nomenat canonge de la seu de Barcelona. Fou també professor de sociologia del Seminari Conciliar de Barcelona. Formà part de l'anomenat "Grupo de Democracia Cristiana", del també sociòleg Severino Aznar i del moviment catòlic "Acció Popular". Amb motiu de la fundació del partit Unió Democràtica de Catalunya fou consultat sobre la seva conveniència, però no hi va tenir un paper actiu. Fou consiliari de la Lliga Espiritual de la Mare de Déu de Montserrat. Va formar part de la Societat Catalana de Filosofia, de l'Institut d'Estudis Catalans, de la qual fou el primer president, el 1923, en una junta formada, a més d'ell, per Pere Màrtir Bordoy i Torrents (secretari), Pere Coromines (tresorer), Jaume Serra i Húnter, Lluís Carreras, Jordi Dwelshauvers, Alexandre Galí, Josep Maria Capdevila, Pere Capdevila, Tomàs Carreras Artau, Ramon Turró i Bartomeu Xiberta.

## Obra
- 1909 "Tratado de sociología cristiana", que és la seva obra més coneguda.
- 1922 Obra integral del pontificat de Benet XV.
- 1944 "Idea integral del sacrificio eucarístico".
- 1945 "Verdaguer, aspecto sacerdotal de su obra poética"..

### Traduccions
Va traduir al català:
- L'obra completa d'Horaci, en vers català[5]
- La Ilíada d'Homer, en concret, les quinze primeres rapsòdies o cants.[6]
- L'Himnari Litúrgic
- 1927 - La Sinopsi evangèlica de Lagrange.
- Ciceró. Alguns Discursos.
- 1931 Les Confessions de Sant Agustí.